# Örongam
Örongam (Torgos tracheliotos, tidigare tracheliotus) är en väldig huvudsakligen afrikansk fågelart som hör till gamla världens gamar.

## Utseende
Örongamen är en mycket stor gam, större än någon annan i Afrika, med en kroppslängd på 98–112 centimeter och ett vingspann mellan 2,5 och nästan tre meter. I stort ger den ett mörkt och jämnbrunt intryck men har tydligt ljust och naket huvud med rosa ton, det mörka bröstet längsstreckat i ljust och ljusare på nedre delen av buken.

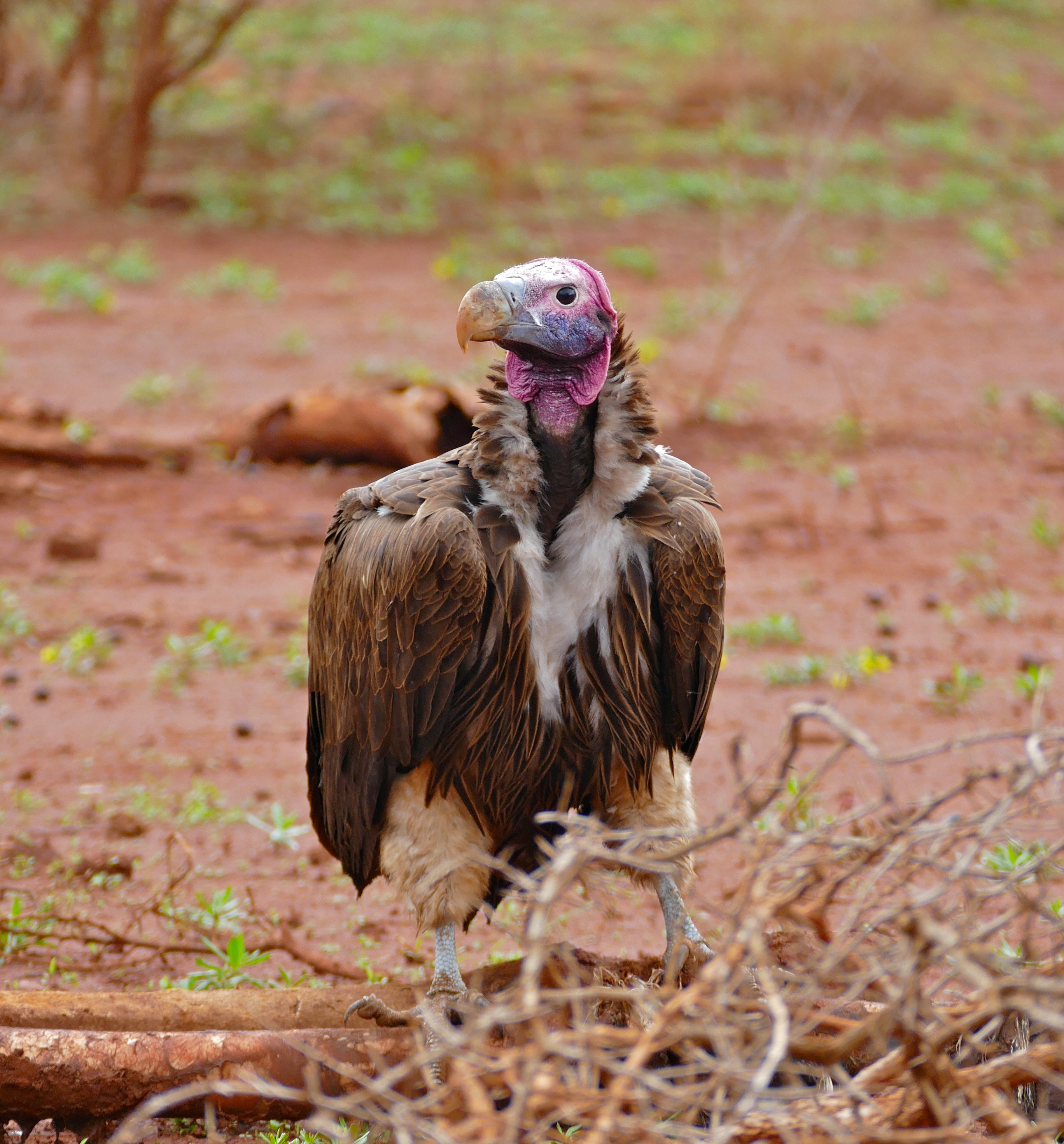
Örongam i nationalparken Kruger i Sydafrika.

I flykten är den mest lik grågam med sin sågtandade vingbakkant, men armen är utbuktande, stjärten förhållandevis kort och vingpennorna ännu mer djupt "fingrade" än denna. Vidare syns ett ljust band nära framkanten på undersidan av de i övrigt nästan svarta vingarna. Den kretsflyger och glider på plana vingar med handen sänkt något.

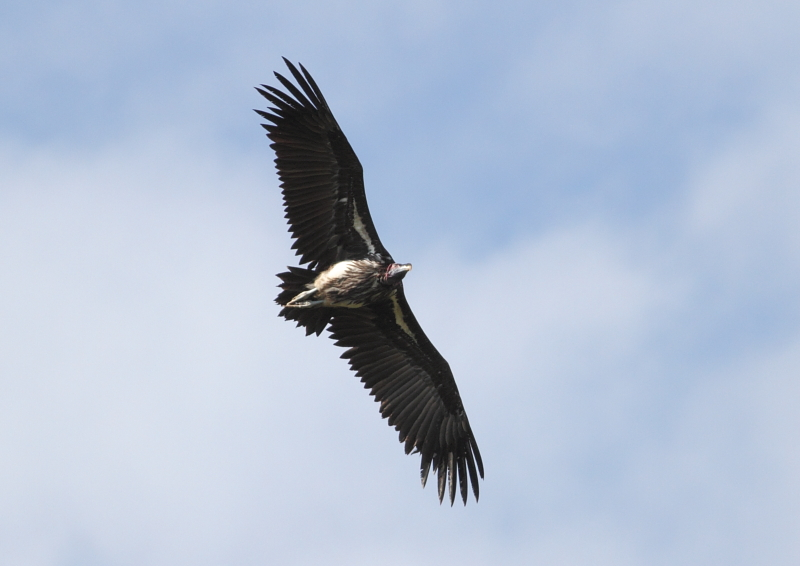
Örongam i flykten.

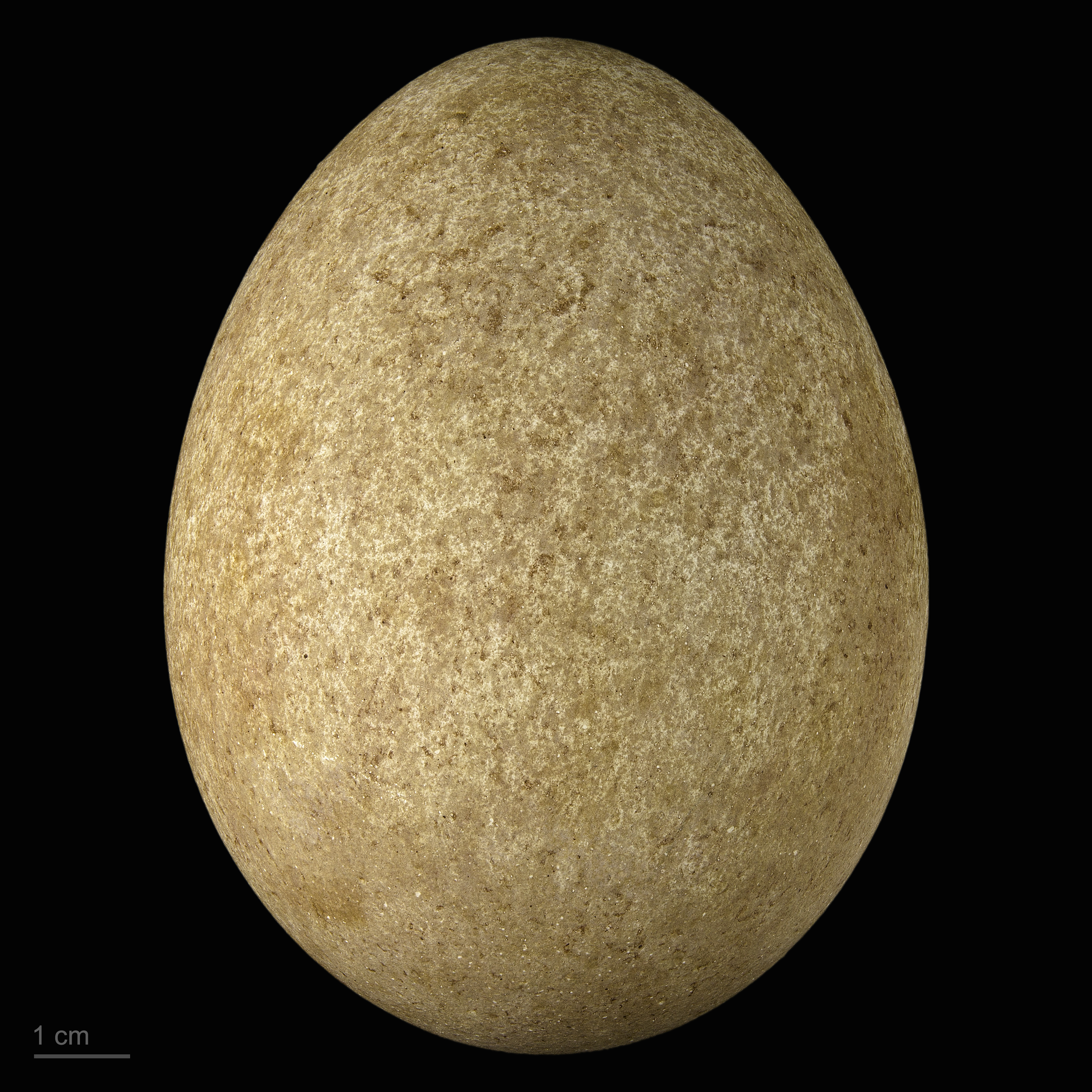
Torgos tracheliotus

## Utbredning och systematik
Örongamen delas in i tre underarter med följande utbredning:
- Torgos tracheliotos tracheliotos – förekommer i Afrika söder om Sahara
- Torgos tracheliotos nubicus – förekommer i Egypten och norra Sudan
- Torgos tracheliotos negevensis – förekommer på Arabiska halvön

Underarten nubicus inkluderas ofta i nominatformen.
Arten häckade tidigare även i Nordafrika i Marocko, Algeriet och Tunisien, men är utgången där. Möjligen återfinns den i Libyen. Den är vidare sannolikt utgången även i Elfenbenskusten och Nigeria. I Mellanöstern förekom den i Israel fram till 1994 och häckade möjligen även i Jordanien. På Arabiska halvön återfinns den fortfarande i Jemen, Oman, Förenade Arabemiraten och Saudiarabien. Arten har historiskt även observerats i Europa, i Spanien och Frankrike.

### Släktskap
Örongamen har tidigare placerats i släktet Aegypius tillsammans med grågam, rödhuvad gam och vithuvad gam, men lyfts nu allmänt ut i det egna släktet Torgos.

## Ekologi
Örongamen återfinns på torr savann och i ökenområden upp till 3 500 meter över havet, i Etiopien även i skogskanter och i alpina miljöer. Den lever i huvudsak av as och samlas gärna i större flockar.
Det voluminösa risboet placeras i ett träd, gärna akacia, mindre vanligt på en klipphylla. Den lägger enbart ett ägg och blir könsmogen först vid åtminstone sex års ålder.

## Status och hot
Från att tidigare ha kategoriserad som sårbar anser internationella naturvårdsunionen IUCN sedan 2015 att den är starkt hotad. Arten är mycket fåtalig och minskar mycket kraftigt i antal i Afrika till följd av förgiftning och förföljelse. Populationen på Arabiska halvön verkar dock vara stabil. Världspopulationen uppskattas till 8 000 individer i Afrika och ytterligare 500 på Arabiska halvön, men IUCN noterar att detta kan vara en överskattning med tanke på hur snabbt den verkar minska i antal.